# Gideon (Vorname)
Gideon (hebräisch גִּדְעוֹן gidʿōn) ist ein männlicher Vorname.

## Herkunft und Bedeutung
Die genaue Bedeutung des Namens ist nicht endgültig geklärt. Meistens wird er von der Wurzel גדע gdʿ mit der Endung -ōn abgeleitet: „schlagen“, „abschneiden“, „zerbrechen“.
Möglich ist allerdings auch eine Verbindung zum arabischen ǧaḏaʿ: „junger Mann“
Im Alten Testament trägt der Richter Gideon diesen Namen (Ri 6–8 ).

## Verbreitung
Der Name Gideon ist international nicht sehr verbreitet, lediglich in Israel ist er häufig zu finden. Auch in Deutschland wird er nur sehr selten vergeben.

## Varianten
- Altgriechisch: Γεδεών Gedeōn
- Französisch: Gédéon
- Hebräisch: גִּדְעוֹן gidʿōn
- Italienisch: Gedeone
  - Latein: Gedeon
- Portugiesisch: Gideão
- Rumänisch: Ghedeon
- Spanisch: Gedeón
- Türkisch: Gidyon

## Namenstag
Der Namenstag wird nach dem Gedenktag des Richters Gideon am 2. Oktober gefeiert.

## Namensträger
- Gideon Adlon (* 1997), US-amerikanisch-deutsche Schauspielerin und Synchronsprecherin
- Gideon Baah (* 1991), ghanaischer Fußballspieler
- Gideon Bacher (1565–1619), Baumeister in Ulm
- Gideon Botsch (* 1970), deutscher Politikwissenschaftler und Publizist
- Gideon von Camuzi (1799–1879), Gutsbesitzer und Abgeordneter des Bayerischen Landtages
- Gideon Esra (1937–2012), israelischer Politiker
- Gideon Fairman (1774–1827), US-amerikanischer Graveur
- Gideon Granger (1767–1822), US-amerikanischer Politiker
- Gideon Greif (* 1951), israelischer Historiker
- Gideon Jung (* 1994), deutscher Fußballspieler
- Gideon Klein (1919–1945), tschechischer Komponist
- Gideon Ernst von Laudon (auch Laudohn oder Loudon; 1717–1790), österreichischer Feldherr
- Gideon Mantell (1790–1852), englischer Paläontologe
- Gideon Adinoy Sani (* 1990), nigerianischer Fußballspieler
- Gideon Schüler (1925–2017), deutscher Buchhändler, Verleger, Galerist und Lyriker
- Gideon Singer (1926–2015), israelischer Schauspieler
- Gideon Spicker (1840–1912), deutscher Religionsphilosoph
- Gideon Ståhlberg (1908–1967), schwedischer Schachspieler
- Gideon Sundbäck (1880–1954), schwedisch-kanadischer Erfinder
- Gideon Tomlinson (1780–1854), US-amerikanischer Politiker
- Gideon Toury (1942–2016), israelischer Hochschullehrer und Übersetzer
- Gideon Vogt (1830–1904), deutscher Philologe und Pädagoge